# گری ویلیامز (بازیکن فوتبال، زاده ۱۹۵۹)
گری ویلیامز (انگلیسی: Gary Williams؛ زادهٔ ۱۴ مهٔ ۱۹۵۹) بازیکن فوتبال اهل بریتانیا است.
از باشگاه‌هایی که در آن بازی کرده‌است می‌توان به باشگاه فوتبال بلکپول، باشگاه فوتبال سوئیندون تاون، باشگاه فوتبال ترانمره راورز، باشگاه فوتبال دیورگاردن و باشگاه فوتبال مورکم اشاره کرد.